# Поверење
Поверење је спремност једне стране (повериоца) да постане рањива према другој страни (повереник) под претпоставком да ће поверилац деловати на начин који је у корист повереника. Поред тога, поверилац нема контролу над поступцима повереника. Научници разликују генерализовано поверење (такође познато као социјално поверење), које је проширење поверења на релативно велики круг непознатих других, и партикуларно поверење, које зависи од специфичне ситуације или специфичног односа.
Пошто поверилац није сигуран у исход акција повереника, поверилац може само да развије и процени очекивања. Таква очекивања се формирају у погледу мотивације повереника, у зависности од њихових карактеристика, ситуације и интеракције. Неизвесност произилази из ризика од неуспеха или штете за повериоца ако се повереник адекватно не опходи.
У друштвеним наукама, суптилности поверења су предмет сталних истраживања. У социологији и психологији, степен у коме једна страна верује другој је мера вере у поштење, правичност или добронамерност друге стране. Израз „поуздање“ је прикладнији за веровање у компетентност друге стране. Пропуст у поверењу може се лакше опростити ако се тумачи као недостатак компетентности, а не као недостатак добронамерности или поштења. У економији, поверење се често концептуализује као поузданост у трансакцијама. У свим случајевима, поверење је хеуристичко правило одлучивања, које дозвољава човеку да се носи са сложеностима које би захтевале нереалан напор у рационалном расуђивању.
Поверење је сложена веза. У глобалу, када одлучујемо да ли да верујемо особи, на нас утичу многобројни фактори, као што су:
- личне предиспозиције да верујемо, што је повезано са нашом психом, која је, сама по себи, подређена многим животним догађајима (они могу бити потпуно неповезани са особом којој одлучујемо да верујемо или не);
- односи и прошсла искуства са особом и њеним пријатељима, укључујући и гласине и оговарање;
- мишљења о делима и одлукама које је особа учинила у прошлости.

## Социологија
Социологија тврди да је поверење једна од неколико друштвених конструкција; елемент друштвене стварности. Други конструкти о којима се често расправља заједно са поверењем укључују контролу, самопоуздање, ризик, значење и моћ. Поверење се природно може приписати односима између друштвених актера, како појединаца тако и група (друштвених система). Социологија се бави положајем и улогом поверења у друштвеним системима. Интересовање за поверење је значајно порасло од раних осамдесетих, од раних радова Лумана, Барбера и Гиденса (видети дело „Поверење: социолошка теорија” за детаљнији преглед). Овај раст интересовања за поверење стимулисан је текућим променама у друштву, посебно познатим као касна модерност и постмодерност.
Свјатослав је тврдио да је друштву потребно поверење јер се оно све више налази на ивици између поверења у оно што је познато из свакодневног искуства и контингентности нових могућности. Без поверења, увек треба размотрити све непредвиђене могућности, које анализом доводе до парализе. У том смислу, поверење делује као хеуристика одлучивања, омогућавајући доносиоцу одлуке да превазиђе ограничену рационалност и процесуира оно што би иначе била претерано сложена ситуација. Поверење се може посматрати као опклада на једну од многих непредвиђених будућности, посебно на ону за коју се чини да доноси највеће користи. Када је опклада одлучена (тј. поверење је одобрено), повереник суспендује своју неверицу, а могућност негативног правца акције се уопште не разматра. Отуда поверење делује као средство за смањење друштвене сложености, омогућавајући сарадњу.
Социологија тежи да се фокусира на два различита погледа: макро поглед на друштвене системе и микро поглед на појединачне друштвене актере (где се граничи са социјалном психологијом). Слично, погледи на поверење прате ову дихотомију. С једне стране, о системској улози поверења може се разговарати уз извесно занемаривање психолошке сложености која лежи у основи индивидуалног поверења. Обично се претпоставља бихејвиорални приступ поверењу, док су акције друштвених актера мерљиве, што доводи до статистичког моделовања поверења. Овај системски приступ се може упоредити са студијама о друштвеним актерима и њиховом процесу доношења одлука, у очекивању да ће разумевање таквог процеса објаснити (и омогућити моделовање) појаве поверења.
Социологија признаје да контингентност будућности ствара зависност између друштвених актера, а посебно да поверилац постаје зависан од повереника. Поверење се сматра једним од могућих метода за решавање такве зависности, будући да је привлачна алтернатива контроли. Поверење је посебно вредно ако је повереник много моћнији од повериоца, али је поверилац у друштвеној обавези да подржава повереника.
Савремене информационе технологије не само да су олакшале транзицију ка постмодерном друштву, већ су довеле у питање и традиционалне погледе на поверење. Истраживања информационих система су идентификовала да су појединци еволуирали до поверења у технологију, што показују две основне конструкције. Прва се састоји од конструкција сличних човеку, укључујући добронамерност, поштење и компетентност, док друга користи системске конструкције као што су корисност, поузданост и функционалност. Дискусија о односу између информационих технологија и поверења је још увек у току, јер је истраживање још увек у почетним фазама.